# Reimarochloa
Reimarochloa là một chi thực vật có hoa trong họ Hòa thảo (Poaceae).

## Loài
Chi Reimarochloa gồm các loài: